# Apocheiridium stannardi
Espèce
Apocheiridium stannardi est une espèce de pseudoscorpions de la famille des Cheiridiidae.

## Distribution
Cette espèce est endémique des États-Unis. Elle se rencontre en Illinois, au Michigan, au Nebraska et au Colorado.

## Description
Le mâle mesure 1,12 mm et les femelles de 1,21 à 1,32 mm.

## Étymologie
Cette espèce est nommée en l'honneur de Lewis Judson Stannard (1918–1988).

## Publication originale
- Hoff, 1952 : Two new species of pseudoscorpions from Illinois. Transactions of the Illinois Academy of Sciences, vol. 45, p. 188-195.